# China Inland Mission

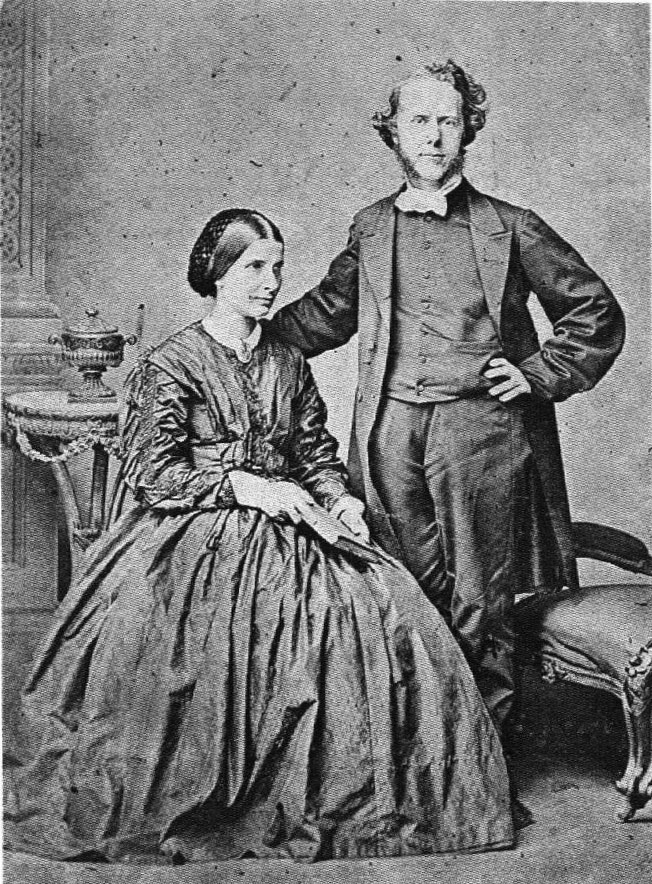
Hudson Taylor en zijn vrouw Maria

De China Inland Mission (CIM) was een organisatie voor zendingswerk in China, die van 1866 tot 1950 in het land aanwezig was. Als gevolg van de communistische machtsovername en de stichting van de Volksrepubliek China in 1949 werd het werk in China beëindigd. De daar werkzame zendelingen werden in andere landen in Azië opnieuw ingezet. De organisatie wijzigde in 1964 haar naam in Overseas Missionary Fellowship en wordt nu meestal aangeduid als OMF International. Dit artikel handelt over de activiteiten van de organisatie in China.

## Oprichting

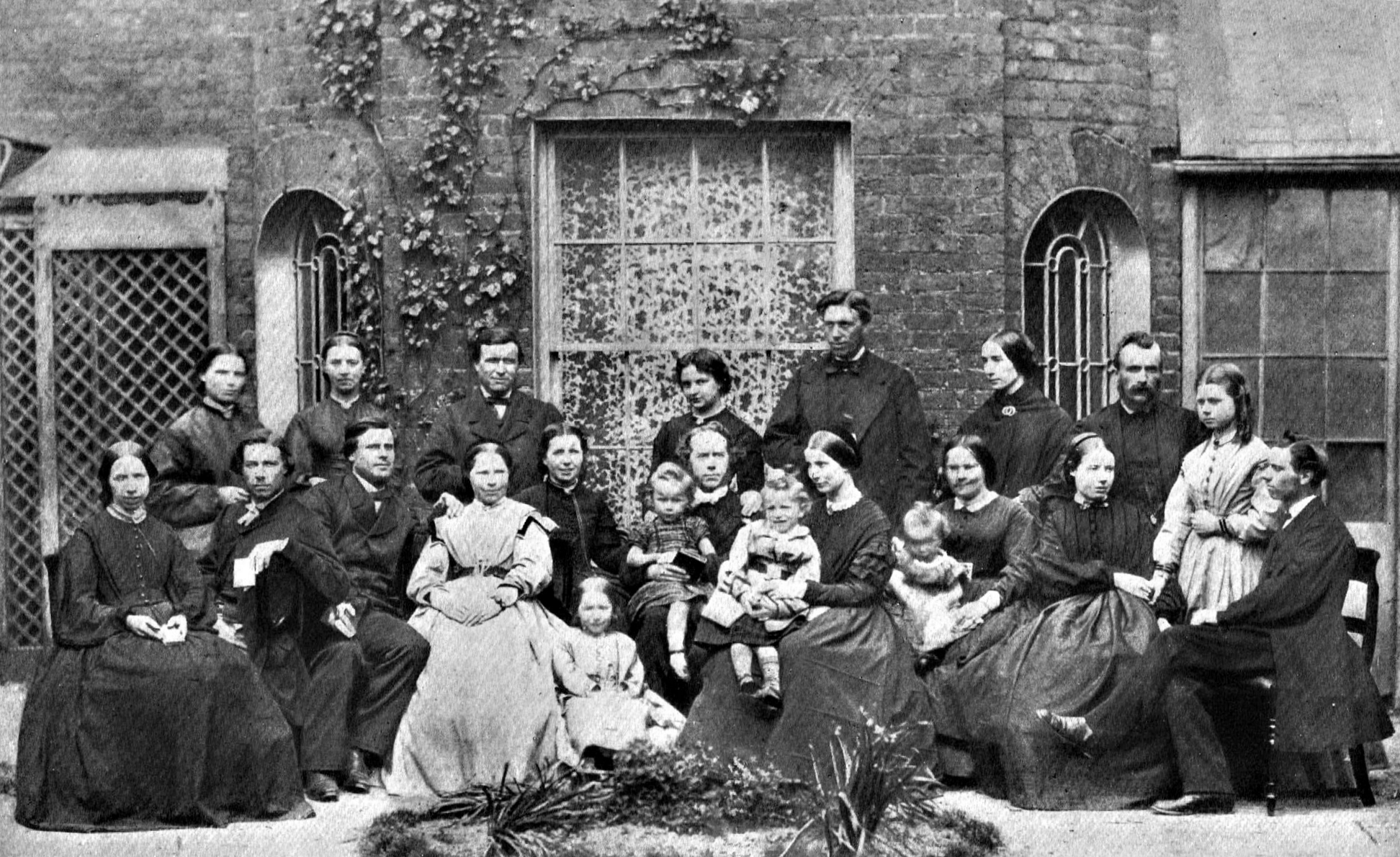
The Lammermuirparty, genoemd naar het schip The Lammermuir, waarmee Hudson Taylor en deze achttien zendelingen in 1866 naar China vertrokken

De oprichter van de organisatie was Hudson Taylor (1832 – 1905). Taylor maakte deel uit van een groep gelovigen in Groot-Brittannië, die in Nederland bekend is als de Vergadering van gelovigen. Hij had van 1854 tot 1860 als zendeling in China gewerkt. In 1860 moest hij vanwege gezondheidsproblemen een verlof nemen en keerde tijdelijk met zijn gezin  terug. De jaren daarna reisde hij veel door Groot-Brittannië en sprak veel in kerken over de situatie en de noden in China.  
In 1865 besloot hij een nieuwe zendingsorganisatie op te richten die op een essentieel andere wijze zou werken als de op dat moment in China aanwezige zendingsorganisaties. De ideeën hierover publiceerde hij in een Occasional Paper of the China Inland Mission. Binnen een jaar waren er eenentwintig zendelingen aangenomen en waren giften ontvangen om de uitzending daarvan mogelijk te maken. Drie van hen vertrokken reeds in 1865, de overige achttien samen met Taylor en zijn gezin in 1866. Het was de grootste groep zendelingen die in een keer ooit in China zou arriveren. Onder hen waren enkele ongetrouwde vrouwen. Niemand van de achttien was een bevestigd predikant. In 1887 waren er honderd zendelingen van de organisatie gearriveerd. De uitzending leverde in een aantal situaties grote publiciteit voor de CIM op, zoals in het geval van de Cambridge Seven, een groep van zeven studenten van de Cambridge Universiteit die in 1885 besloten om in China als zendeling te gaan werken.

## Uitgangspunten van de China Inland Mission

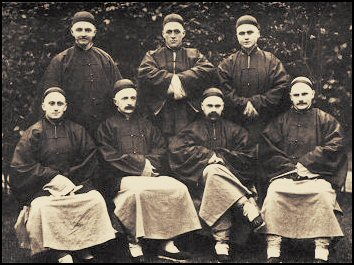
De Cambridge Seven in Chinese kleding — 1885

- De CIM had een benadering voor de zending die ervan uitging dat zendelingen  dienden te vertrouwen, dat God hen van de mogelijkheden zou voorzien het christendom in China uit te dragen. In deze vorm van  geloofszending betekende het onder meer dat zendelingen niet betaald werden middels een salaris van een zendingsorganisatie, maar daarvoor afhankelijk waren van giften.
- De meeste toen werkzame organisaties richtten zich voor hun zendingswerk op de relatief toegankelijke kustgebieden van China. De CIM wenste nadrukkelijk in heel China te evangeliseren en legde sterk de nadruk op aanwezigheid in het binnenland.
- Met name die laatste prioriteit maakte het voor de zendelingen noodzakelijk een Chinese levensstijl aan te nemen. Zendelingen van de CIM, ook de vrouwen, droegen Chinese kleren. De mannen hadden meestal ook de in China gebruikelijke haarvlecht.
- De werving van zendelingen was niet gebaseerd op opleiding of kerkelijke achtergrond. Bepalend was de persoonlijkheid van de kandidaat en zijn/haar ambitie en veronderstelde spirituele kwalificaties.
- De op dat moment in China werkzame organisaties waren verbonden aan een kerkgenootschap, een denominatie binnen het protestantisme. De CIM accepteerde zendelingen uit iedere denominatie. Kandidaten dienden echter wel de uitgangspunten van een Orthodox-protestantisme te onderschrijven en de Bijbel te beschouwen als Gods onfeilbare woord en gezaghebbend over leer en leven.
- De toen aanwezige organisaties in China hadden hun hoofdkantoor in Europa of de Verenigde Staten. Het hoofdkantoor van de CIM was in Shanghai.

## Achtergrond

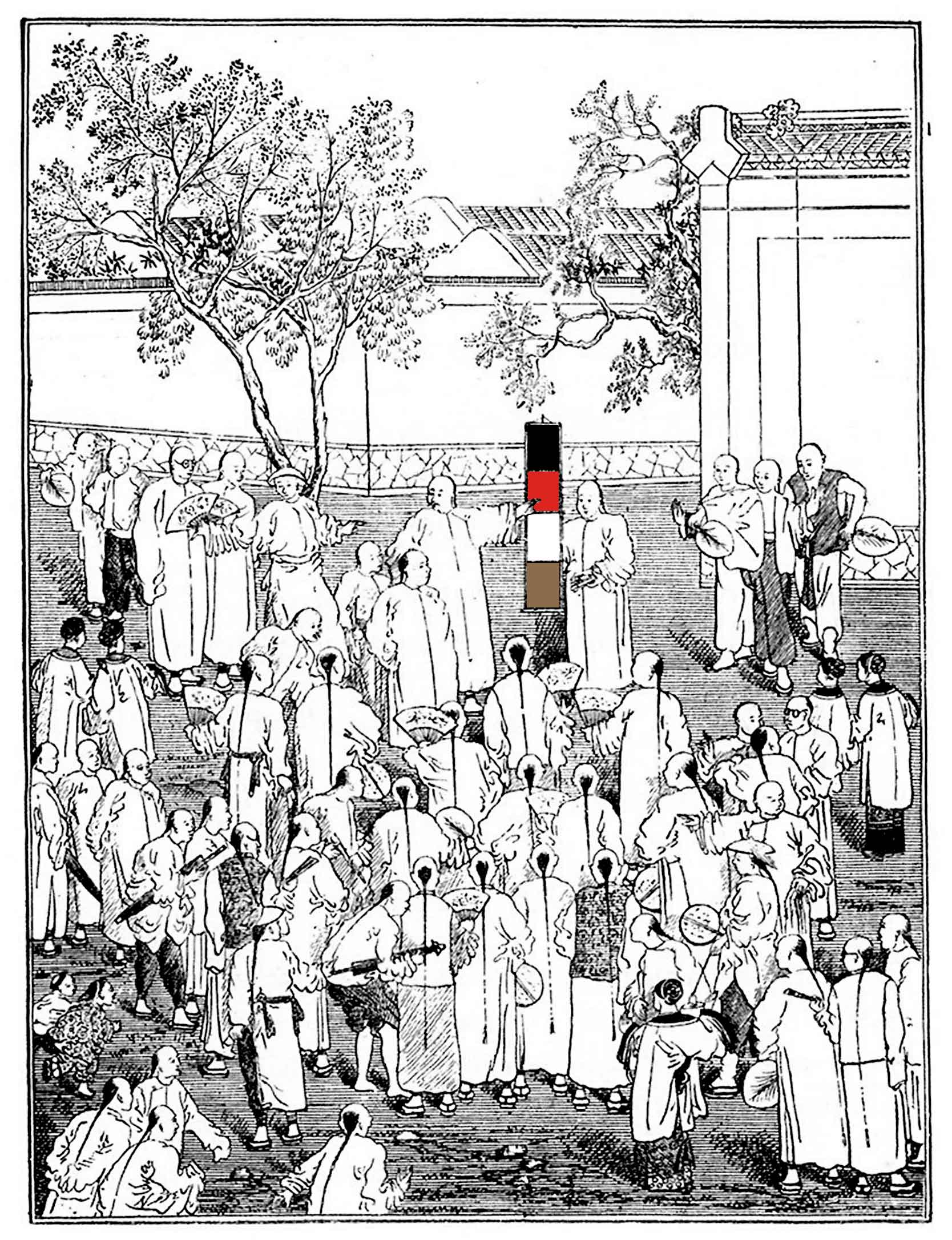
Prediken op het Chinese platteland met hulp van het Wordless Book, een niet verbale catechismus over de christelijke leer, ontworpen voor kinderen en ongeletterden

Hudson Taylor was sterk beïnvloed door de ideeën van John Nelson Darby en het dispensationalisme, een theologisch kader dat ervan uitgaat dat Gods plan met de wereld kan worden opgedeeld in verschillende bedelingen. Een daarvan was die van de Bedeling van het Messiaanse Vrederijk of Duizendjarige rijk - van Wederkomst tot het laatste oordeel. Een andere theologische invloed op veel personen binnen de CIM was die van de Heiligingsbeweging met haar standpunt dat redding door genade en geloof alleen kon worden gerealiseerd.
Die beweging stelde dat de omstandigheden in de  periode voor de spoedige wederkomst van Jezus Christus rond het nieuwe millennium alleen slechter zouden worden. Ondanks die wat pessimistische overtuiging waren zij echter enthousiaste aanhangers van evangelische missies. Zij waren van opvatting, dat allen die niet het geloof in Christus ontvangen hadden voor eeuwig verloren zouden zijn. Door de oriëntatie op het  millennialisme en hun geloof in een  eindtijdverwachting was er bij hen ook een grote urgentie het geloof te verbreiden. Zij leefden in de overtuiging, dat het uitdragen van het geloof de wederkomst van Christus zou bespoedigen. Voor een aantal zendelingen binnen de CIM was ook het uitdragen van het geloof meer essentieel dan de bekering daartoe.

## Groei

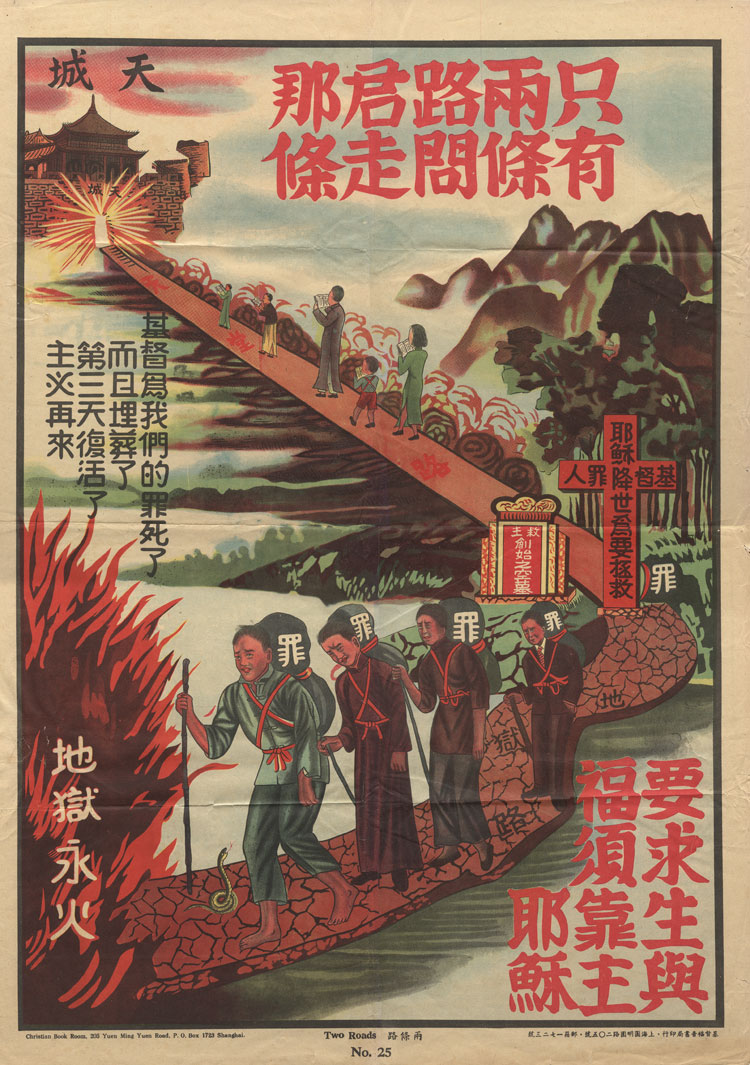
Poster rondom 1930, die de verschillende wegen naar de hemel en hel illustreert. Mattheüs 7:13-14

Aan het eind van de negentiende eeuw waren omstreeks zevenhonderd zendelingen van het CIM aanwezig in China. Enkele andere organisaties, met name uit Scandinavië, waren inmiddels met de CIM geaffilieerd. De grootste groep zendelingen was inmiddels afkomstig uit Noord-Amerika. Het CIM was de grootste zendingsorganisatie in China en met uitzondering van de kustprovincies Guangxi, Guangdong en  Fujian was de organisatie  in alle provincies van China aanwezig. 
In 1905 waren er haast driehonderd ongetrouwde vrouwelijke zendelingen in China werkzaam voor de CIM. De organisatie creëerde ook zendingsposten in het binnenland, die uitsluitend  door vrouwen werden bezet. Taylor besloot hierna de verantwoordelijkheid voor enkele gehele gebieden te delegeren aan uitsluitend vrouwen. In 1934 had de CIM ruim driehonderd  zendingsposten in de belangrijkste provincieplaatsen en tweeduizend kleinere posten op het platteland. De organisatie beheerde verder zestien ziekenhuizen, ruim vierhonderdvijftig bijbelscholen, een groot aantal onderwijsinstituten met name voor vrouwen, weeshuizen en bij haast iedere zendingspost een schuilplaats voor opiumverslaafden.
Het nadeel van deze strategie was, dat personeel en hulpbronnen van het CIM over het gehele land verspreid waren en er op veel plaatsen maar een zeer geringe bezetting was. Zendelingen trokken vaak alleen van dorp tot dorp om op bijvoorbeeld marktdagen te prediken en traktaten te verspreiden. De nadruk op het handhaven  van de visie van Hudson Taylor van een aanwezigheid in vrijwel geheel China was feitelijk niet efficiënt en had als resultaat dat in een aantal van die gebieden de aanwezigheid van de organisatie irrelevant was. Er waren provincies waar het aantal zendelingen hoger was dan het aantal Chinese gedoopten.
Tijdens de Bokseropstand van 1900 werden in totaal 189 zendelingen vermoord. Daarvan waren er 58 werkzaam bij de CIM. Nog eens 21 kinderen van die 58 zendelingen werden eveneens vermoord. De CIM was de enige zendingsorganisatie die weigerde de herstelbetalingen van de Chinese overheid te accepteren, omdat Hudson Taylor op deze wijze de zachtmoedigheid van Christus wilde demonstreren.

## Spanning tussen CIM en andere zendingsorganisatie

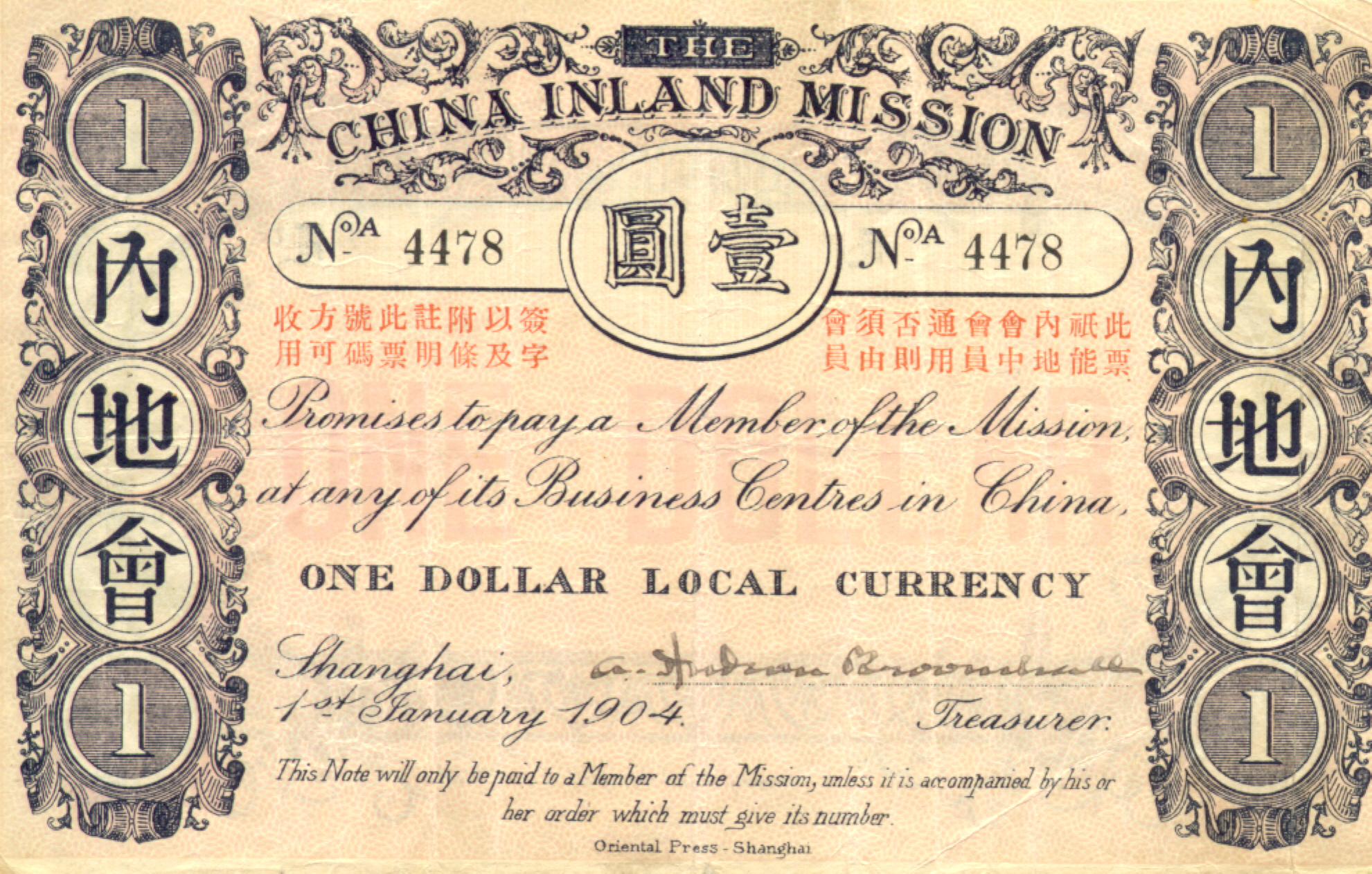
In tijden van spanning en sociale onrust gaf de CIM eigen bankbiljetten uit

In de periode van de zending in de twintigste eeuw gingen een aantal zendingsorganisaties in China proberen te werken op basis van ideeën die wel aangeduid worden als de Social Gospel,  meer inzet door de kerken voor de armsten in de samenleving door concrete verbetering van de sociale omstandigheden. Het werk van de CIM bleef echter gedomineerd door bekering en het bouwen van kerken. De organisatie oefende regelmatig kritiek uit op wat zij zag als een liberaal-modernistische agenda die vooral in  grote steden als Peking en Shanghai werd opgesteld en bepaald.
Dit leidde tot een verwijdering tussen de CIM en een aantal andere van de grotere organisaties. In 1922 was The National Christian Council of China opgericht, een samenwerkingsverband tussen de in China aanwezige protestantse kerken en zendingsorganisaties. Aanvankelijk was de CIM betrokken geweest in de oprichting, maar in 1924 beëindigde zij haar lidmaatschap van de Raad. Hoewel er op plaatselijk niveau tussen zendelingen van de CIM en andere organisaties goed kon worden samengewerkt, bijvoorbeeld in vertalingen bestemd voor traktaten, stond hierna de leiding van de CIM in China ten opzichte van andere leidinggevende organen van het protestantisme in China in een wat geïsoleerde positie.

## Aantal Chinese protestanten
De CIM was de grootste zendingsorganisatie in het land. De wijze van werken van de organisatie had echter het gevolg dat het aantal door de CIM tot het protestantisme bekeerde Chinezen relatief laag bleef. 
In 1900 waren er ongeveer 100.000 Chinese protestanten, waarvan ongeveer 18.000 bekeerd waren door het CIM. Aan het eind van de periode van aanwezigheid in China van de zendingsorganisaties in 1950 was het aantal Chinese protestanten ongeveer 900.000. Ongeveer 85.000, minder dan 10% daarvan was bekeerd door de CIM. 